# Вакіні (Канзас)
Вакіні (англ. WaKeeney) — місто (англ. city) в США, в окрузі Трего штату Канзас. Населення — 1799 осіб (2020).

## Географія
Вакіні розташоване за координатами 39°1′25″ пн. ш. 99°52′54″ зх. д. / 39.02361° пн. ш. 99.88167° зх. д. (39.023640, -99.881746).  За даними Бюро перепису населення США в 2010 році місто мало площу 4,43 км², уся площа — суходіл.

### Клімат
| Клімат : Вакіні                                        | Клімат : Вакіні | Клімат : Вакіні | Клімат : Вакіні | Клімат : Вакіні | Клімат : Вакіні | Клімат : Вакіні | Клімат : Вакіні | Клімат : Вакіні | Клімат : Вакіні | Клімат : Вакіні | Клімат : Вакіні | Клімат : Вакіні | Клімат : Вакіні |
| Показник                                               | Січ.            | Лют.            | Бер.            | Квіт.           | Трав.           | Черв.           | Лип.            | Серп.           | Вер.            | Жовт.           | Лист.           | Груд.           | Рік             |
| Абсолютний максимум, °C                                | 26,1            | 28,9            | 32,2            | 38,9            | 38,3            | 43,3            | 43,3            | 41,7            | 40,0            | 36,7            | 31,7            | 26,1            | 43,3            |
| Середній максимум, °C                                  | 4,4             | 7,8             | 12,8            | 18,9            | 23,9            | 30,6            | 33,9            | 32,8            | 27,8            | 21,1            | 11,7            | 5,6             | 19,3            |
| Середній мінімум, °C                                   | −8,9            | −6,1            | −1,7            | 3,9             | 10,0            | 15,6            | 18,3            | 17,2            | 11,7            | 5,0             | −2,2            | −7,2            | 4,7             |
| Абсолютний мінімум, °C                                 | −25,6           | −25,6           | −22,8           | −11,7           | −2,8            | 3,9             | 8,3             | 8,3             | −4,4            | −11,1           | −20             | −31,7           | −31,7           |
| Норма опадів, мм                                       | 17              | 20              | 47              | 55              | 92              | 65              | 92              | 75              | 51              | 34              | 34              | 17              | 599             |
| ------------------------------------------------------ | --------------- | --------------- | --------------- | --------------- | --------------- | --------------- | --------------- | --------------- | --------------- | --------------- | --------------- | --------------- | --------------- |
| Джерело: The Weather Channel; National Weather Service |                 |                 |                 |                 |                 |                 |                 |                 |                 |                 |                 |                 |                 |

## Демографія
Згідно з переписом 2010 року, у місті мешкали 1862 особи в 864 домогосподарствах у складі 500 родин. Густота населення становила 420 осіб/км².  Було 988 помешкань (223/км²).
Расовий склад населення:
| - 96,9 % — білих - 0,5 % — чорних або афроамериканців - 0,3 % — корінних американців - 0,3 % — азіатів - 0,1 % — вихідців з тихоокеанських островів |

До двох чи більше рас належало 1,0 %. Частка іспаномовних становила 1,6 % від усіх жителів.
За віковим діапазоном населення розподілялося таким чином: 20,0 % — особи молодші 18 років, 54,7 % — особи у віці 18—64 років, 25,3 % — особи у віці 65 років та старші. Медіана віку мешканця становила 48,8 року. На 100 осіб жіночої статі у місті припадало 94,4 чоловіків;  на 100 жінок у віці від 18 років та старших — 89,7 чоловіків також старших 18 років.
Середній дохід на одне домашнє господарство  становив 62 836 доларів США (медіана — 50 444), а середній дохід на одну сім'ю — 79 046 доларів (медіана — 59 063). Медіана доходів становила 50 648 доларів для чоловіків та 31 512 долари для жінок. За межею бідності перебувало 5,9 % осіб, у тому числі 2,9 % дітей у віці до 18 років та 7,4 % осіб у віці 65 років та старших.
Цивільне працевлаштоване населення становило 1022 особи. Основні галузі зайнятості: освіта, охорона здоров'я та соціальна допомога — 26,1 %, роздрібна торгівля — 15,1 %, сільське господарство, лісництво, риболовля — 10,4 %, мистецтво, розваги та відпочинок — 8,9 %.